# Hollerup
Hollerup ligger i Langå socken, östra Jylland, Danmark.
På denna plats i ett lertag hittade den danske geologen Nicolaj Hartz år 1912 märgspaltade hjortdjuben (däribland ett nästan intakt skelett) från flera hjortdjur (flera källor uppger det rörde sig om dovhjort medan andra uppger det var från rådjur).
Benen samlades in och undersöktes senare av zoologen Ulrik Møhl-Hansen. 
Genom bland annat diatoméanalys har man daterat dessa ben till Eem-mellanistid (90.000-70.000 f Kr).
Inga andra arkeologiska fynd anträffades på platsen. Att benen är spjälkade anses av vissa vara ett starkt bevis på att människor befann sig i Danmark före senaste istiden. Teorin är att neandertalare på denna plats klöv rådjursben för att komma åt märgen, för att sedan kasta benen i en sjö som tusentals år senare enbart återstod som ett lertag.
Vissa arkeologer anser dock att detta inte är tillräckligt bra bevis för att människor funnits här, eller att benen kluvits av människor. Andra anser dock att de är tydliga bevis på människors närvaro under mellanistid.